# Катари

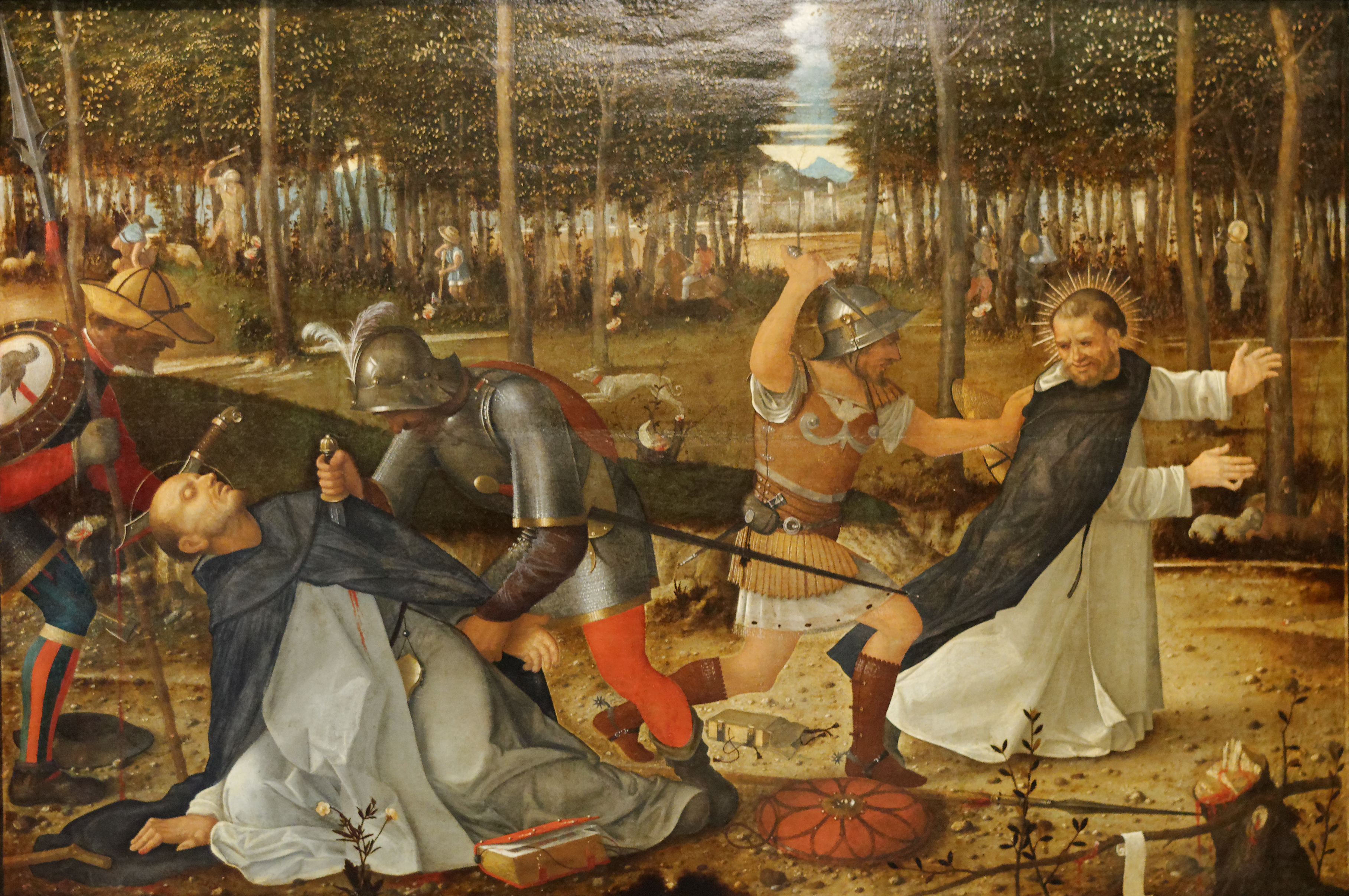
Катари вбивають Петра Веронського.

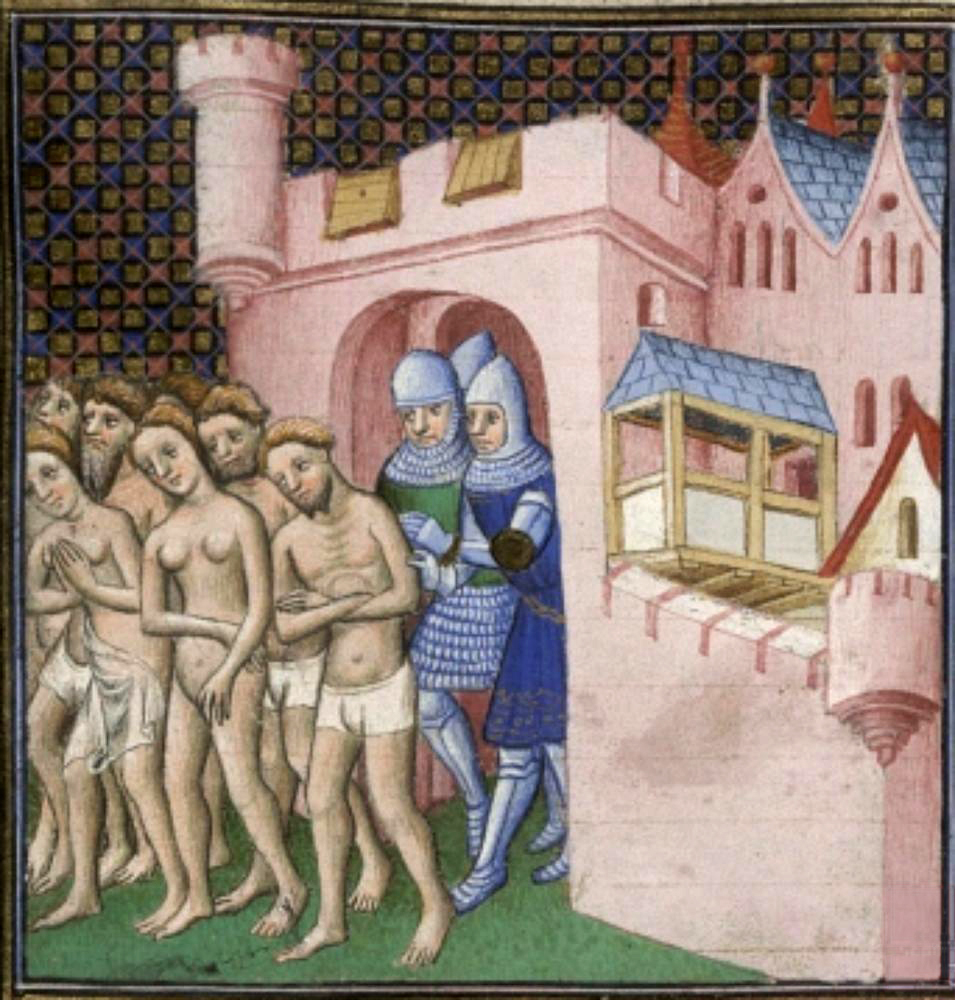
Вигнання катарів з Каркассонна.

Ката́ри (від грец. καθαροί, katharoi, «чисті» — слово, котрим католицькі полемісти називали послідовників християнських дисидентських релігійних рухів в середньовічній Західній Європі ХІ–XIV століть, які були організовані у незалежні церкви і практикували подібні релігійні обряди. Катари були представлені у майже в усіх західноєвропейських країнах, але найбільше їх було в Окситанії, Каталонії, Італії, деяких землях Німеччини і Франції. Ця середньовічна форма християнства протистояла його офіційній версії. Катари вважали свою церкву Церквою Божою, а Католицьку Церкву — узурпаторською і відступницькою. Вони заперечували таїнства Католицької церкви та її ієрархію і замість них пропонували власне таїнство хрещення Духом або consolamentum. Катари пропонували повернутися до ідеалів vita apostolica, тобто до зразків моралі епохи апостолів Христа. Період розквіту катаризму припадає на XII—XIII століття. Католицька церква, яка після Грегоріанських реформ прагнула встановити верховенство Папської влади в Європі, оголосила катарів небезпечною єрессю і знищила їхнє духовенство фізично шляхом воєн та релігійних трибуналів. Одним зі знарядь Римської курії у боротьбі з катарами стала інквізиція. Релігійний рух катарів був знищений у 1-й половині XIV ст.

## Назва
Більшість сучасних істориків вважає, що термін «катари» не є самоназвою. У текстах катарів для самоідентифікації кліру у цьому русі широко використовувалися терміни «християни» або ж «Добрі Християни», а вірні називали їх «Добрими Людьми» (Bons Hommes) або ж Друзями Божими.,.
Термін «катари» часто вживався у документах інквізиції, а звідти перейшов до перших історичних досліджень, присвячених «альбігойській єресі». Незважаючи на те, що слово «катари», по суті справи, було зневажливим прізвиськом, воно надовго закріпилося як основна назва, поряд з терміном «альбігойці». Окрім цих двох слів, щодо катарів у різних місцевостях вживалися ще назви «маніхеї», «орігеністи», «фіфли», «публікани», «ткачі», «болгари» (фр. bougres), «патарени».

## Вчення і організація
Катарське вчення є специфічною середньовічною формою християнства, яка протистояла його ортодоксальній формі. Катаризм був архаїчнішим і більш пацифістським, аніж католицизм, орієнтованим на Царство Боже, а не на цей світ. Єдиною молитвою катарів був Pater, а священною книгою — Біблія, переважно Новий Заповіт. Їхнє богослов'я частково має відбиток теорій Орігена. Вони вчили про дуалізм цього світу і Бога, а також про те, що душі родом з Царства Божого. Обманом чи силоміць вони потрапили у цей видимий світ, творцем і князем якого є Сатана і стали його полоненими. З їхньої точки зору, місія Ісуса Христа полягала у тому, що він як Пастир Добрий прийшов звільнити овець Ізраїлевих з полону Диявола, пробудивши людей доброю звісткою Євангелія та принісши всезагальне спасіння хрещенням водою та Духом. Останнє було передане апостолам у П'ятдесятницю.
Відповідно, катари визнавали лише Божественну природу Христа, стверджуючи, що Він з'явився у цьому світі без реального втілення у «тілесну тюрму». Його людська подоба була лише тінню, що приховувала істинну природу Христа. Катари вважали, що Христос показав шлях спасіння у цьому світі — «шлях праведності та істини» і заснував Церкву, якій довірив владу відпускати гріхи хрещенням Святого Духа — consolament. Після нього душа, яка залишає цей світ, повертається на небесну батьківщину. У катарській космогонії немає ані Страшного Суду, ані вічного пекла.
Катари вважали себе істинною Церквою Христа і апостолів, через яку спасаються душі. Вони не вірили у Римо-католицьку церкву і висміювали її обряди. Своєю місією вони називали проповідь Євангелія та хрещення Духом. Вони заявляли про власну апостольську хіротонію та називали себе апостолами.
Очевидно, спільноти катарів були організовані за зразком ранніх Церков. Клір, що складався із християн і християнок, очолював єпископ, який мав право відпускати гріхи через хрещення Духом. Єпископ очолював єпархію, яка поділялася на дияконства. Катари практикували спільні трапези у пам'ять про Останню Вечерю, де благословляли та преломляли хліб, який для них був символом Слова Божого.
У європейських регіонах, де світська влада ставилася до катарів толерантно, переважно в Італії та Окситанії, катарський клір зміг інтегруватися у суспільство. Чоловіки та жінки у катарських спільнотах для кліру мали одночасно монаший та священницький чин. Як ченці, вони дотримувалися обітниць бідності, послуху та цнотливості, а також вели життя в спільнотах у чернечій аскезі. Але жили вони не у монастирях, а у невеликих «релігійних домах» на 5-10 людей. Ці доми відкривалися на вулицях міст, сіл і містечок без будь-якого затвору і були відкриті для відвідувачів. Катарських клір заробляв на життя працею власних рук. Будучи священниками, вони проповідували Євангеліє, користуючись власним його перекладом на народну мову.
Там, де укорінення цих спільнот у звичайне середньовічне суспільство було глибоким, вони мали широкі соціальні зв'язки. Роль жінок у шерегах їхнього кліру була активною, її можна назвати унікальним феноменом для середньовічного християнства.

## Катарський хрестовий похід (1209-29)

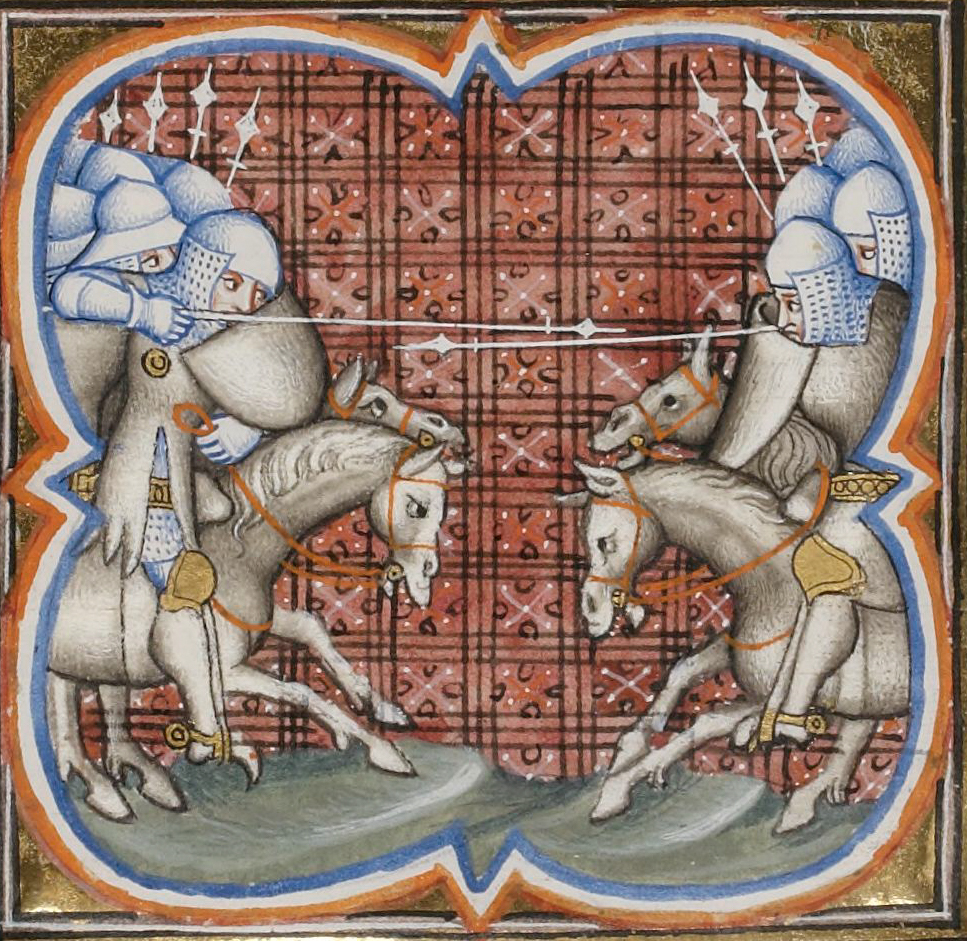
Битва при Муре

Внаслідок централізації влади у Римо-католицькій Церкві та жорсткої позиції її вищого кліру щодо інакомислення ухвалили ряд антиєретичних заходів юридичного характеру. Кульмінацією цих заходів стало санкціонування Папою Інокентієм III першого хрестового походу до християнських земель — так званого хрестового походу проти альбігойців, у якому переважно брали участь північнофранцузькі барони. Хрестоносці не проти були прибрати до рук багаті землі і володіння Окситанії, що належала катарам.
Це була жорстока експедиція. У розпал літа, 22 липня 1209-го, хрестоносці влаштували небачену різанину в Безьє. Її жертвами стали всі жителі міста — 22 тисячі людей! Коли один з карателів запитав католицького абата Арно Аморі, як відрізнити католиків від катарів, той відповів просто: «Вбивайте всіх! А Господь визнає своїх». А 1 серпня хрестоносці підійшли до Каркассона. Його облога також увійшла в історію як один з найстрашніших епізодів хрестового походу, який поклав початок багаторічним Альбігойським війнам (1209—1229).
Тривалою облогою хрестоносці змусили захисників Каркассона скласти зброю. Зважившись на здачу міста, катари висунули умову: усім жителям буде дозволено без зброї покинути Каркассон. Володар міста юний граф Тренкавель вирушає у ворожий табір, заявивши про готовність залишатися заручником до тих пір, поки останній житель не покине Каркассон. Але обман вважався одним з головних видів зброї і в ті часи. Тренкавеля, що згодом став героєм півдня Франції, ув'язнили у вежі Пент, де він і помер через кілька місяців. Його ім'я шанують в наші дні — як людини, яка пожертвувала собою заради порятунку громадян Каркассона.
Наслідком цієї війни стала анексія Францією одного з найприхильніших до катаризму регіонів Європи — Ланґедоку.

## Падіння Монсегюру (1244)

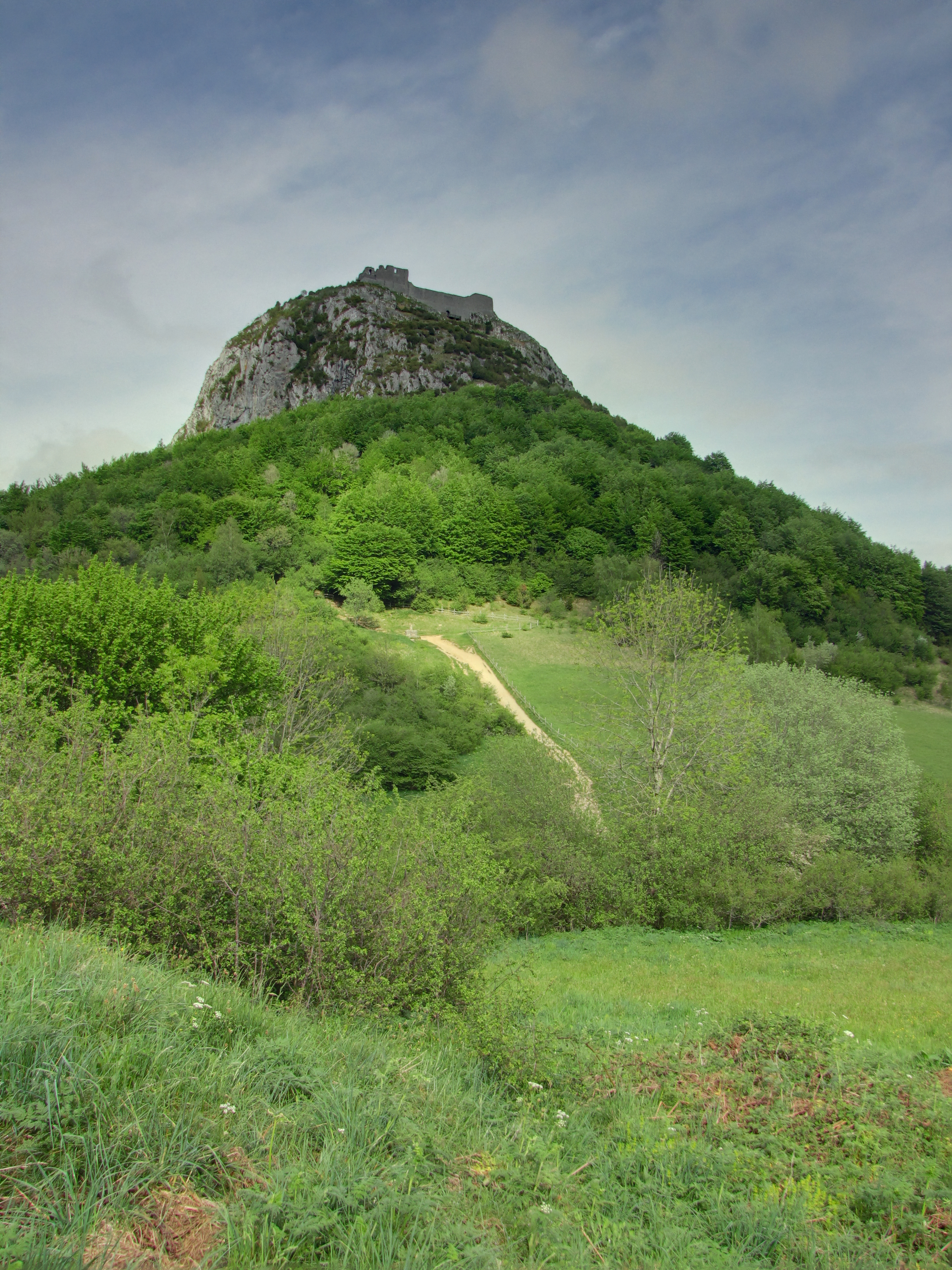
Замок Шато де Монсеґюр

Створена у 1229—1233 роках спеціально для боротьби з катарами, папська інквізиція, за підтримки короля Франції у Ланґедоку та партії ґвельфів в Італії організувала систематичні репресії, що завершилися згодом повним знищенням руху.
Втім, хоча й був взятий Каркассон, залишалося нескореним укріплене окситанське поселення Монсеґюр. Хрестоносці не могли вважати свою перемогу повною, не захопивши цей замок, розташований за 60 кілометрів на південь від Каркассона. Лише в 1244 році, через 35 років після падіння Каркассона, армія французького короля Людовика IX підійшла до Монсеґюра і почала його облогу. Тривала вона 8 місяців.
Серед музейних експонатів у місцевому музеї внизу під горою Монсеґюр привертають увагу кам'яні ядра, виявлені там, де хрестоносці штурмували замок. Проте, як у випадку з Безьє і Каркассоном, замок Монсеґюр захопили в результаті зради і обману. Один з місцевих жителів показав хрестоносцям, як можна подолати останню укріплену стіну. Штурм почався вночі. У повній тиші хрестоносці впритул наблизилися до замку і встановили метальні машини. Кам'яні ядра обрушилися на захисників. Почалися переговори. Катарам обіцяли свободу в разі, якщо вони покаються і відречуться від своєї віри. Погодившись на капітуляцію, захисники замку попросили у хрестоносців два тижні та, за умовами перемир'я, відпустили заручників.
Лише трьом захисникам Монсегюра вдалося непомітно для ворогів спуститися вниз по прямовисній скелі. Вони несли з собою головні скарби. І це не були алмази і золото: їх, начебто, катари непомітно винесли та сховали неподалік від Монсеґюра ще за два місяці до здачі замку. За легендою, втікачі взяли з собою лише священні катарські рукописи та чашу Ґрааля, з якої пив на Таємній вечері Ісус Христос, і в якій потім Йосип Аримафейський зберігав краплі крові Спасителя. Куди зникли, покинувши Монсеґюр, катари і реліквії, досі залишається таємницею.
Втім ніхто з катарів за два тижні не погодився з умовою інквізиторів, вважаючи за краще смерть, ніж зречення від своєї віри. Ну, а потім запалали багаття біля підніжжя гори Монсеґюр, на яких спалювали «єретиків».
Найзначнішою віхою в історії придушення катаризму, що викликає інтерес істориків, окрім опору Монсеґюра, є «реконкіста братів Отьє» 1300—1310 років. Останнього відомого катарського проповідника, пов'язаного з братами Отьє, Ґійома Белібаста, спалили живцем між вереснем 1321 року та листопадом 1322-го.
Альбігойські війни — похмура сторінка в історії Європи. Непримиренні релігійні розбіжності переплелися тоді з певними політичними цілями. Володарі півночі Франції прагнули підпорядкувати непокірний південь. Йшла боротьба за створення єдиної централізованої держави. І вона в кінцевому підсумку привела до перемоги королівської влади. Боротьба ця виявилася на рідкість безжальною і кровопролитною. У ній люди були навіть готові йти на багаття, як це сталося з захисниками Монсегюра.